# Волковський Володимир Пилипович
Володимир Пилипович Волковський (14 квітня 1922, Миколаївка — 24 жовтня 1971, Київ) — радянський офіцер, Герой Радянського Союзу, в роки німецько-радянської війни командир танково-десантної роти моторизованого батальйону автоматників 66-ї гвардійської танкової бригади 12-го гвардійського танкового корпусу 2-ї гвардійської танкової армії 1-го Білоруського фронту, гвардії лейтенант.

## Біографія
Народився 14 квітня 1922 року в селі Миколаївці (тепер Первомайського району Харківської області) в селянській родині. Українець. Член КПРС з 1944 року. У 1941 році закінчив Дніпропетровський індустріальний технікум. Працював техніком-прокатником.
У 1941 році призваний до лав Червоної Армії. У 1942 році закінчив Астраханське піхотне училище. У боях німецько-радянської війни з 1942 року. Воював на 1-му Білоруському фронті.
Відзначився в січні 1945 року. Танково-десантна рота під його командуванням вела стрімкий наступ, проходячи за добу до 50—90 кілометрів. З 15 по 30 січня 1945 року рота пройшла з боями близько 600 кілометрів. 21 січня 1945 року в запеклих вуличних боях за польське місто Іновроцлав В. Ф. Волковський проявив особисту мужність і героїзм.
Указом Президії Верховної Ради СРСР від 24 березня 1945 року за вміле командування танково-десантною ротою і проявлені при цьому мужність і героїзм гвардії лейтенанту Володимиру Пилиповичу Волковському присвоєно звання Героя Радянського Союзу з врученням ордена Леніна і медалі «Золота Зірка» (№ 5743).

Могила Володимира Волковського

У 1951 році закінчив Вищу офіцерську школу протиповітряної оборони, а в 1959 році — Військову артилерійську командну академію. До 1971 року підполковник В. Ф. Волковський — начальник курсу командного факультету Київського вищого військового училища. Жив у Києві. Помер 24 жовтня 1971 року. Похований у Києві на Байковому кладовищі.
Нагороджений орденом Леніна, орденом Олександра Невського, двома орденами Червоної Зірки, медалями.